# 国際抗老化再生医療学会
一般社団法人国際抗老化再生医療学会（こくさいこうろうかさいせいいりょうがっかい、英語: World Academy of Anti-Aging & Regenerative Medicine、略称: WAARM）は、「主に人体の構造・機能に種々の程度の損傷を与える老化現象について、これを診断、軽減、修復あるいは予防する方策を主に臨床医学的に、研究・調査し、医療の開発、推進、発展に国際的に寄与すること」を目的とし、アンチエイジンング医学（抗老化医学）の健全な進歩、発展を図り人類の健康増進と福祉の向上に寄与することを目指す学会。先端医療としての技術開発および倫理面・安全性検証。国内外の学会や関連団体とも密接な連携・提携を行い、治療者（臨床医）や施術者（セラピストや実践指導者）の教育協力、栄養補助食品や化粧品等の研究開発や推奨を行う。また大学病院業務(診療・研究・教育・研究）及び医学・生物学研究者の研究教育活動の支援を目的とする。UMIN（大学病院医療情報ネットワーク ＝ University Hospital Medical Information Network） に登録。

## 定期学術総会
毎年秋季に定期学術総会が行なわれる。

## 出版物
定期的な刊行物としては以下がある。
国際抗老化再生医療学会雑誌 (The Journal of Academy of Anti-Aging & Regenerative Medicine(WAARM)Society) 2018年創刊の日本語機関誌。日本語論文、英語論文、総説、技術講座、研究室・海外レポートなどを掲載する。

## 理事長
- 尾見 徳弥（2024年6月～）
  - 医学博士・クイーンズスクエアメディカルセンター皮膚科部長、日本医科大学客員教授（併任）、東京医科大学客員教授（併任）、日本美容医療協会理事、日本美容皮膚科学会理事（総務委員長、広報・渉外委員長）、日本アレルギー学会専門医、日本皮膚科学会認定専門医、美容皮膚科・レーザー指導専門医、AarhusUniversity特任教授
- 佐藤 茂（2019年11月～2024年5月）
  - 医学博士・農学博士、東京農業大学大学院博士課程修了、東京電子顕微鏡相談室・室長 / 元日本医科大学形態解析共同研究施設講師
- 松山 淳（2010年5月～2019年10月）
  - 医療法人社団松寿会理事長、米国アンチエイジング医学会（A4M）学術顧問、欧州アンチエイジング医学会（ESAAM）学術顧問、日本臨床医学発毛協会会長、日本メディカルスパ学会会長、日本統合治療協会会長